# Art de la dynastie comnène
 (novembre 2021).
Si vous disposez d'ouvrages ou d'articles de référence ou si vous connaissez des sites web de qualité traitant du thème abordé ici, merci de compléter l'article en donnant les références utiles à sa vérifiabilité et en les liant à la section « Notes et références ».
L'art de la dynastie comnène, produit dans l'empire byzantin entre 1081 et 1185, s'inscrit dans la continuité de celui de la dynastie macédonienne. Il constitue une sorte de maniérisme, avec des expressions et des gestes exacerbés.

## Architecture
L'héritage macédonien est très présent dans l'architecture Comnène : les plans et les décors sont du même type. Toutefois, les surfaces s'agrandissent quelque peu, et les constructeurs ont tendance à libérer l'espace intérieur. Le catholicon du monastère de la Panagía Kosmosótira à Phères (Thrace) relève par exemple de cette volonté. À Constantinople, le monastère du Christ Pantocrator, qui a beaucoup évolué du fait de sa transformation en mosquée était conçu comme le lieu de sépulture dynastique des Comnènes. Il est composé de deux églises : celle du Christ, au sud, date de 1118-1126 et celle du nord d'après 1130. Ces deux édifices sont reliés par la zone des sépultures, et partagent un narthex commun. 
Du point de vue du décor, plusieurs œuvres doivent être citées, comme la mosaïque de la tribune sud de l'église Sainte-Sophie à Constantinople, réalisée vers 1130 et qui représente l'impératrice Irène et son mari Jean II offrant des présents à la Vierge. Réalisée sur le même modèle que celle de Constantin IX Monomaque et Zoé, également à Sainte-Sophie mais datée de la toute fin de la période macédonienne. On remarque cependant quelques différences stylistiques, assez représentatives des évolutions de la période Comnène, comme la multiplication et la complexification des effets décoratifs, malgré la référence à l'antique dans le drapé du vêtement de la Vierge.
On peut aussi évoquer les fresques de l'église Saint-Panteleimon de Nerezi (Macédoine du Nord), réalisées en 1164 par des artistes constantinopolitains. Les parois sont décorées, dans leur partie supérieure, de scènes de la vie du Christ, et au-dessous de saints et de moines, suivant ainsi les principes établis par les macédoniens. Toutefois, le style montre nettement les évolutions comnènes : un fond d'un bleu profond, et non pas doré, l'accent porté sur le pathétique et la représentation des sentiments, la réalisation plus graphique et plus décorative.

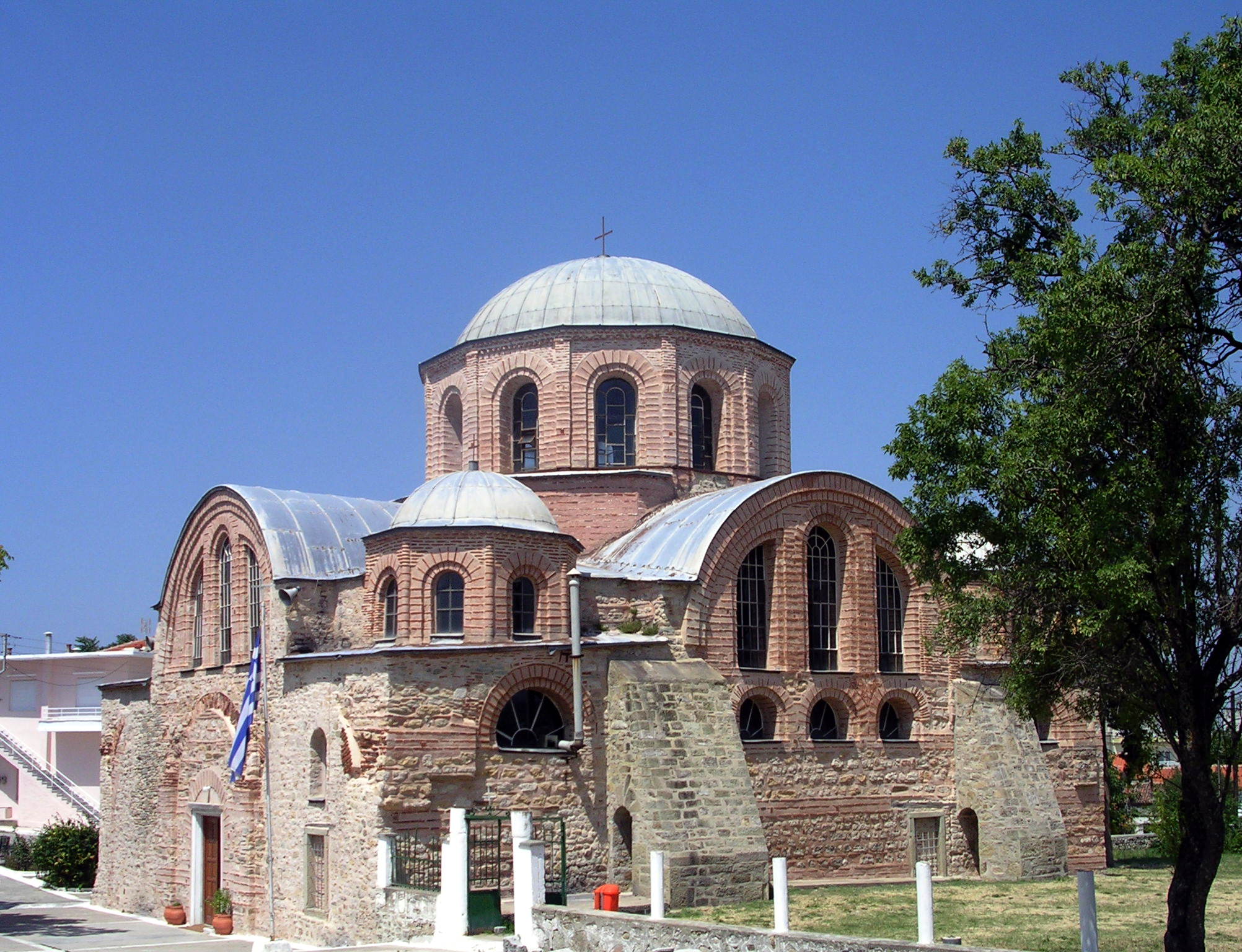
Catholicon du monastère de la Panagía Kosmosótira
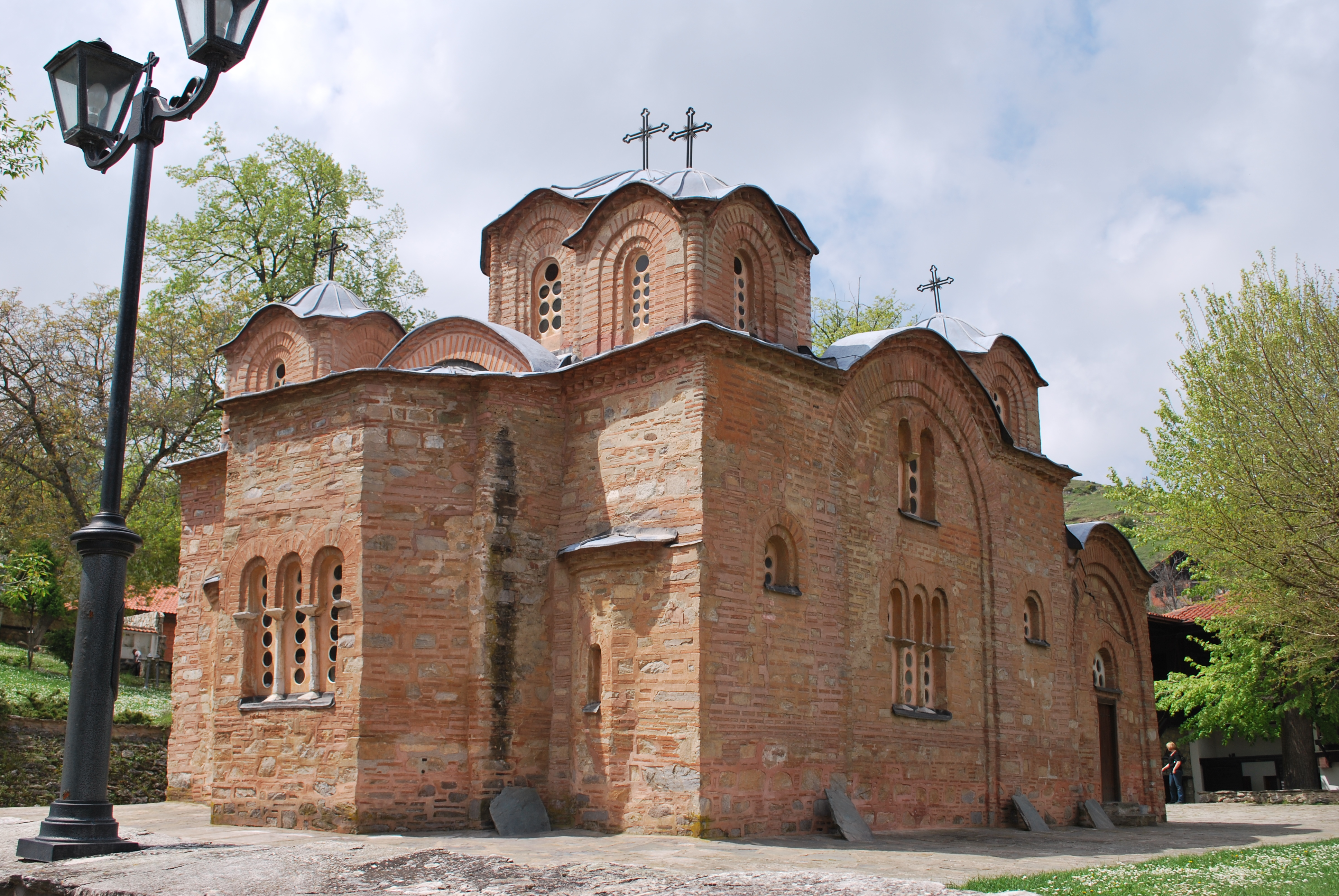
Église Saint-Panteleimon de Nerezi
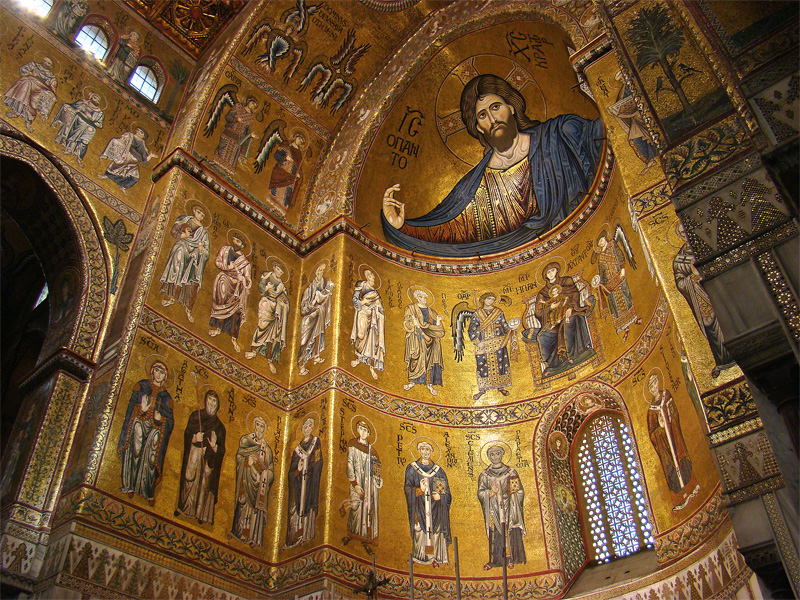
Abside de la cathédrale de Monreale (Sicile)
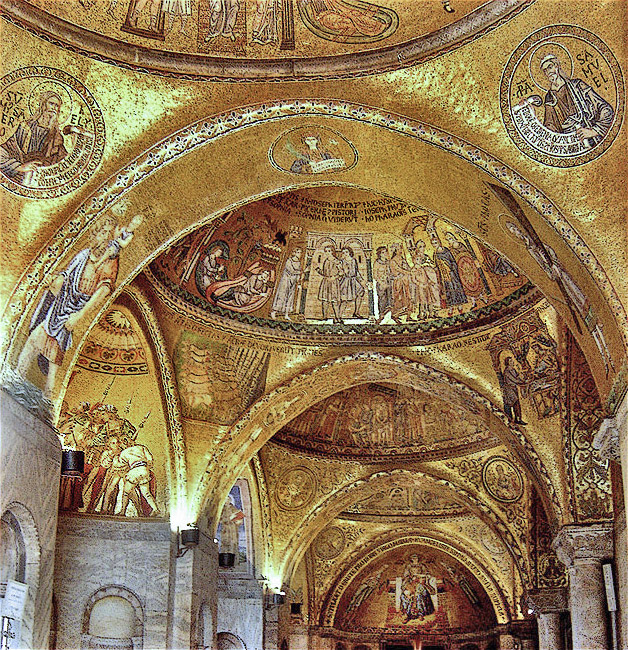
Détail de mosaïques de la cathédrale Saint-Marc (Venise)
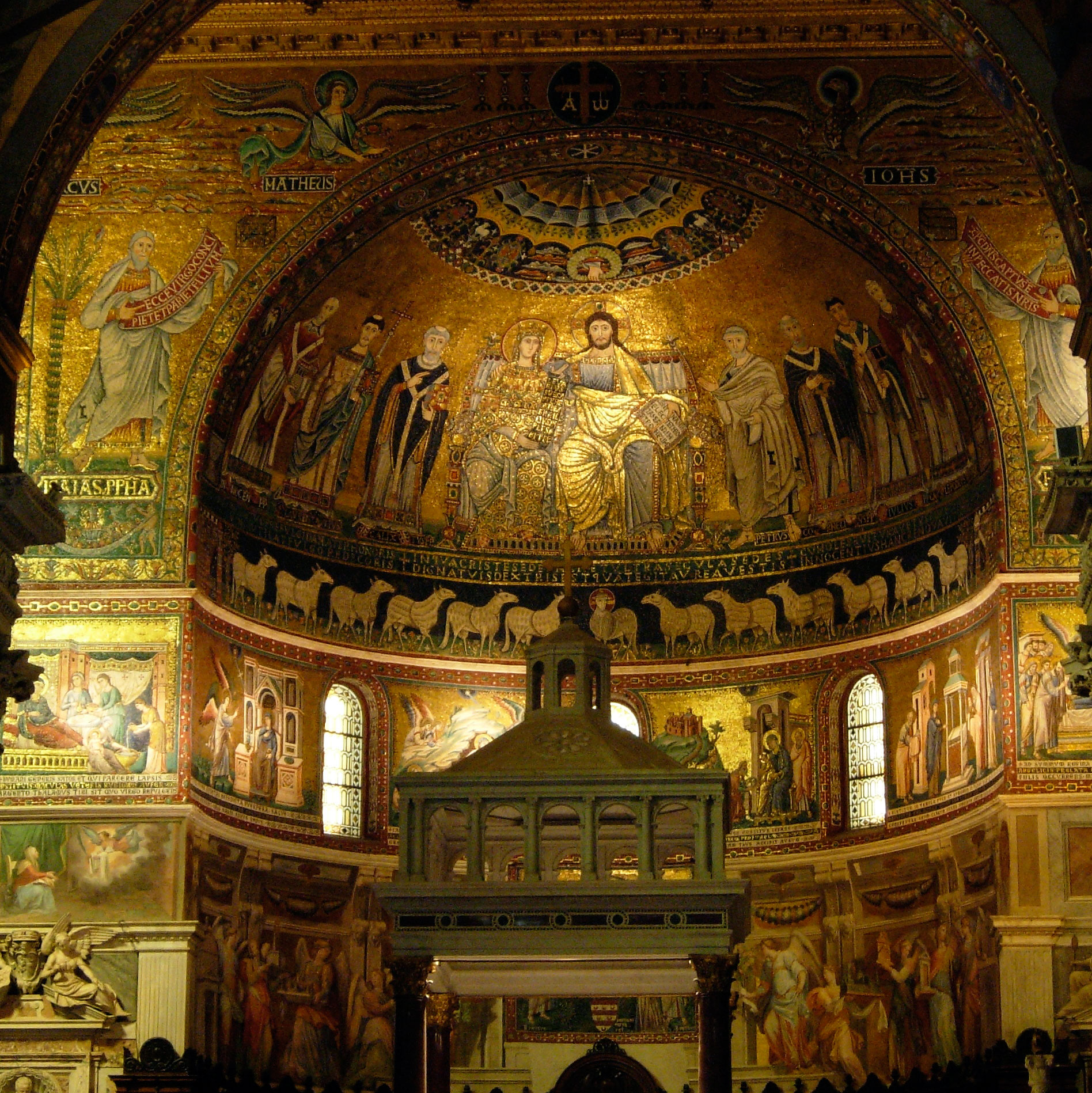
Abside de la basilique Sainte-Marie-du-Trastevere (Rome)

## Icônes

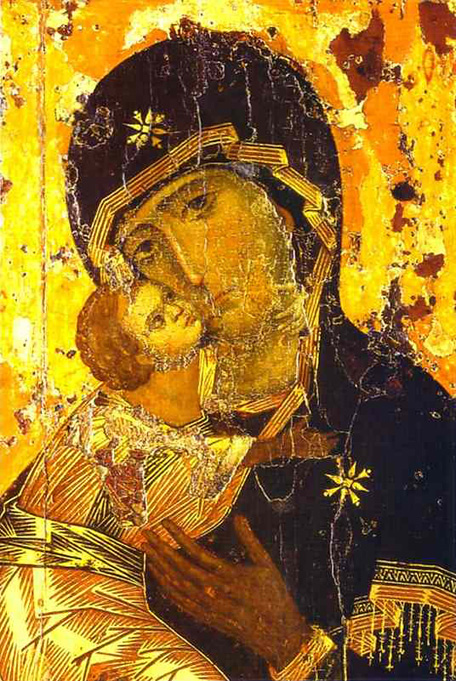
Notre-Dame de Vladimir
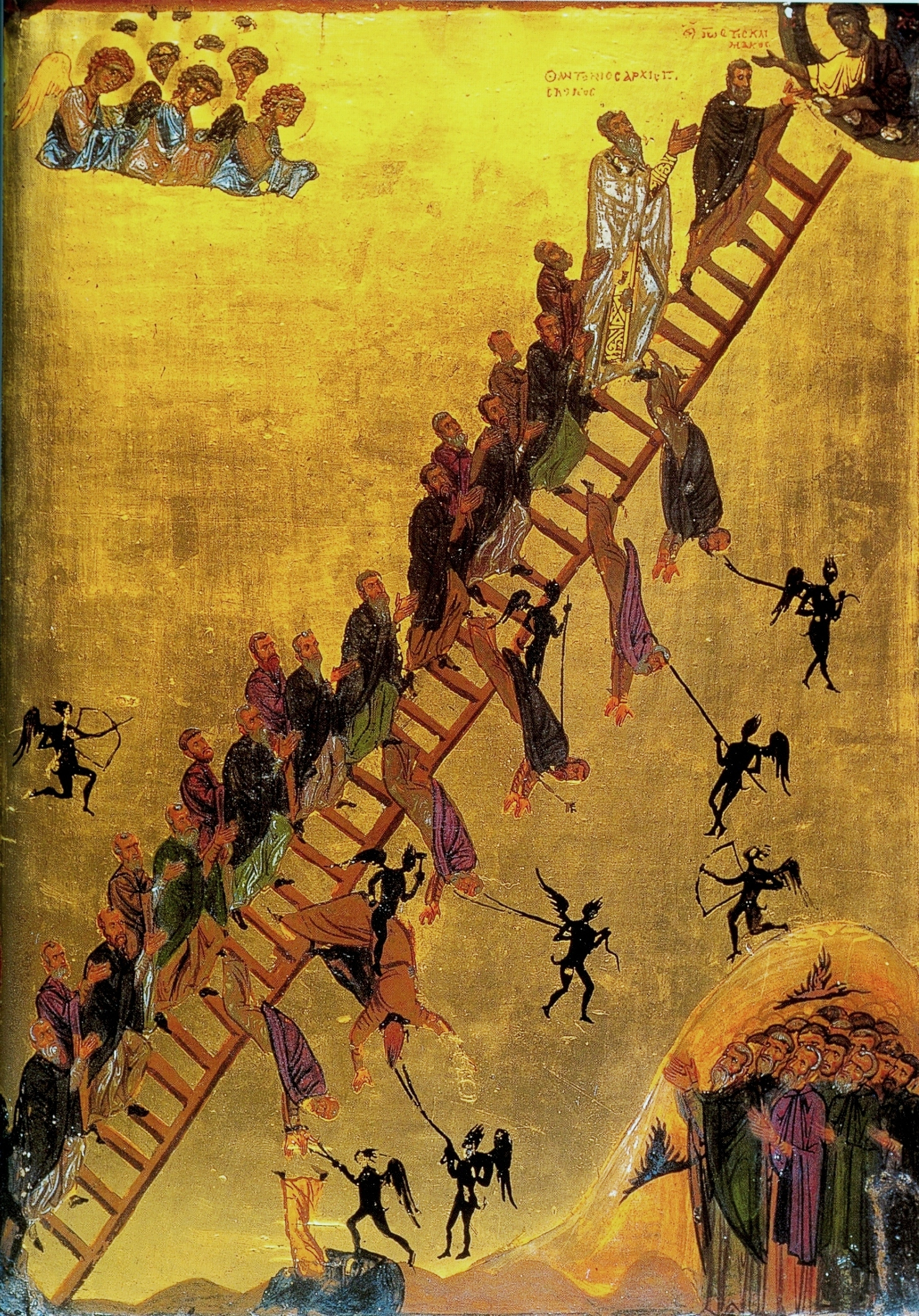
L'Échelle du Paradis (Jean Climaque), monastère Sainte-Catherine du Sinaï

Sous les Comnènes comme sous les Macédoniens se développe la peinture sur panneaux de bois d'images saintes, destinée à la dévotion privée ou à l'exposition sur des iconostases. La Vierge de Vladimir, conservée à Moscou dans la galerie Tretiakov, date de la première moitié du XIIe siècle. Elle est actuellement extrêmement restaurée, à tel point que seuls les visages seraient originaux, ainsi qu'une des mains de l'enfant. Cette nécessité de remaniement s'explique par la technique : une peinture à la détrempe, grâce à un liant aqueux ou à l’œuf. L'iconographie est celle de la Madone de tendresse (Vierge Eleousa), qui serre l'enfant contre sa joue, et rappelle évidemment le goût des Comnènes pour la représentation des sentiments.
L'icône de l’Annonciation, conservée actuellement au monastère Sainte-Catherine du Sinaï, est un peu plus tardive (fin XIIe siècle) Un ange arrive depuis la gauche, tandis que la Vierge file, ce qui reste tout à fait conforme à l'iconographie classique. Toutefois, les caractéristiques du style Comnène sont une fois de plus bien présentes, comme le montre le goût pour les détails anecdotiques (ailes de l'ange, rideau, jardin suspendu, cours d’eau, animaux, etc.), la position dynamique de l'ange, dont le drapé bouillonnant très graphique répond au cours d'eau. 
L'icône de la transfiguration du Louvre, quant à elle, fut réalisée en mosaïque vers 1200. Cette icône portative, mesure 50 × 35 cm, et peut-être considérée comme un véritable chef-d'œuvre du fait de l'extrême finesse de ses tesselle de marbre, lapis, verre coloré et cuivre doré. Même si la réalisation de cet objet date de la période située entre celle des Comnènes et l'intermède latin, lorsque règne l'éphémère dynastie des Ange, elle reste représentative de l'art comnène, qui initia cette technique et la porta à son apogée. Si l'iconographie est des plus classique, cette scène étant déjà représentée quasiment de la même façon dans plusieurs sanctuaires comme à Daphni, on remarque une opposition marquée entre la partie supérieure, qui ferait plutôt référence, dans ses lourds drapés, à la période antique, et la partie inférieure, où les trois apôtres montrent une recherche expressionniste.
Une icône d'orfèvrerie représentant saint Michel, et conservée au trésor de Saint-Marc de Venise, est datée de la fin du XIe ou du début du XIIe siècle. On note la permanence des techniques traditionnelles, comme l'émail cloisonné sur or, mais également l'introduction de nouveautés, comme l'émail sur ronde-bosse qui décore le visage de l’archange.

## Peinture de manuscrits

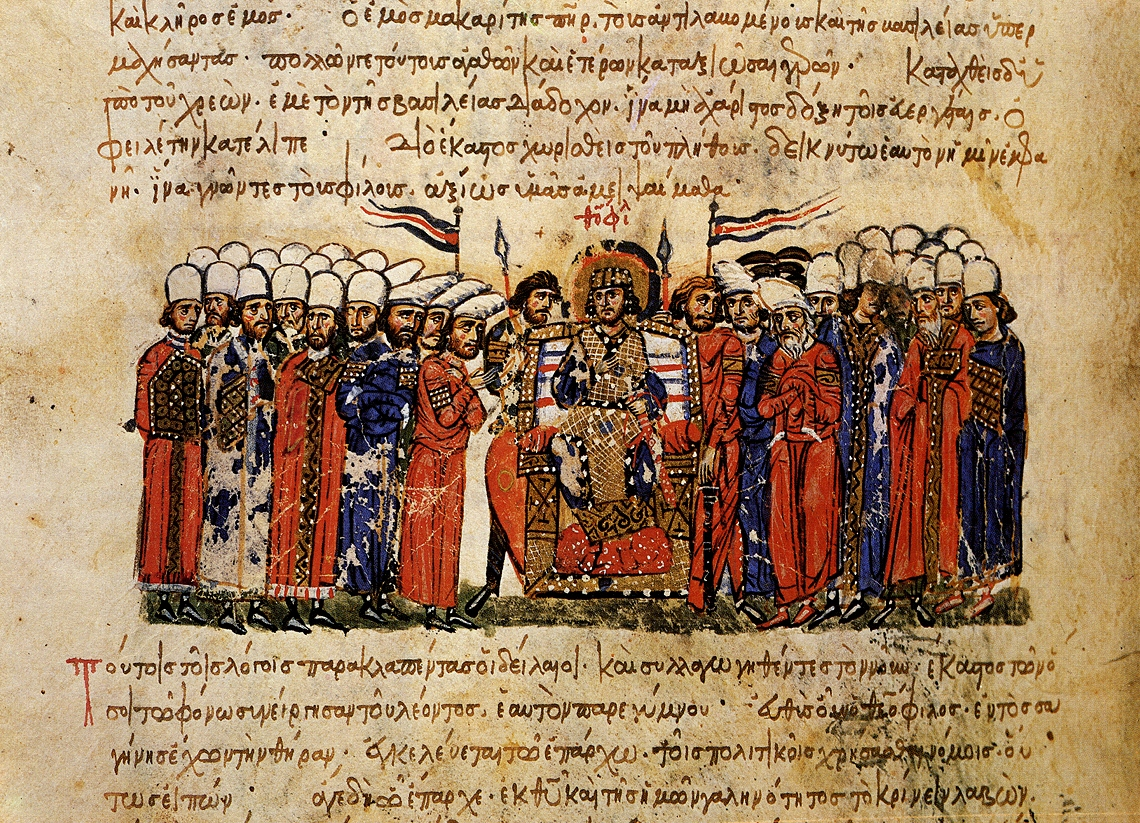
L'empereur Théophile et sa cour.

Les Six homélies sur la Vierge de Jacques de Kokkinobaphos, sont conservées à la Bibliothèque nationale de France et datées de la première moitié du XIIe siècle. Le texte est un commentaire d'un évangile apocryphe, et le manuscrit comporte en tout plus de quatre-vingts peintures. L'inventivité dans l'iconographie est très développée, comme le prouve la représentation de l'Ascension et de la Pentecôte dans une église à plan en croix grecque inscrite. On retrouve également le goût du luxe et le pathos propres à l'art comnène.

## Autres

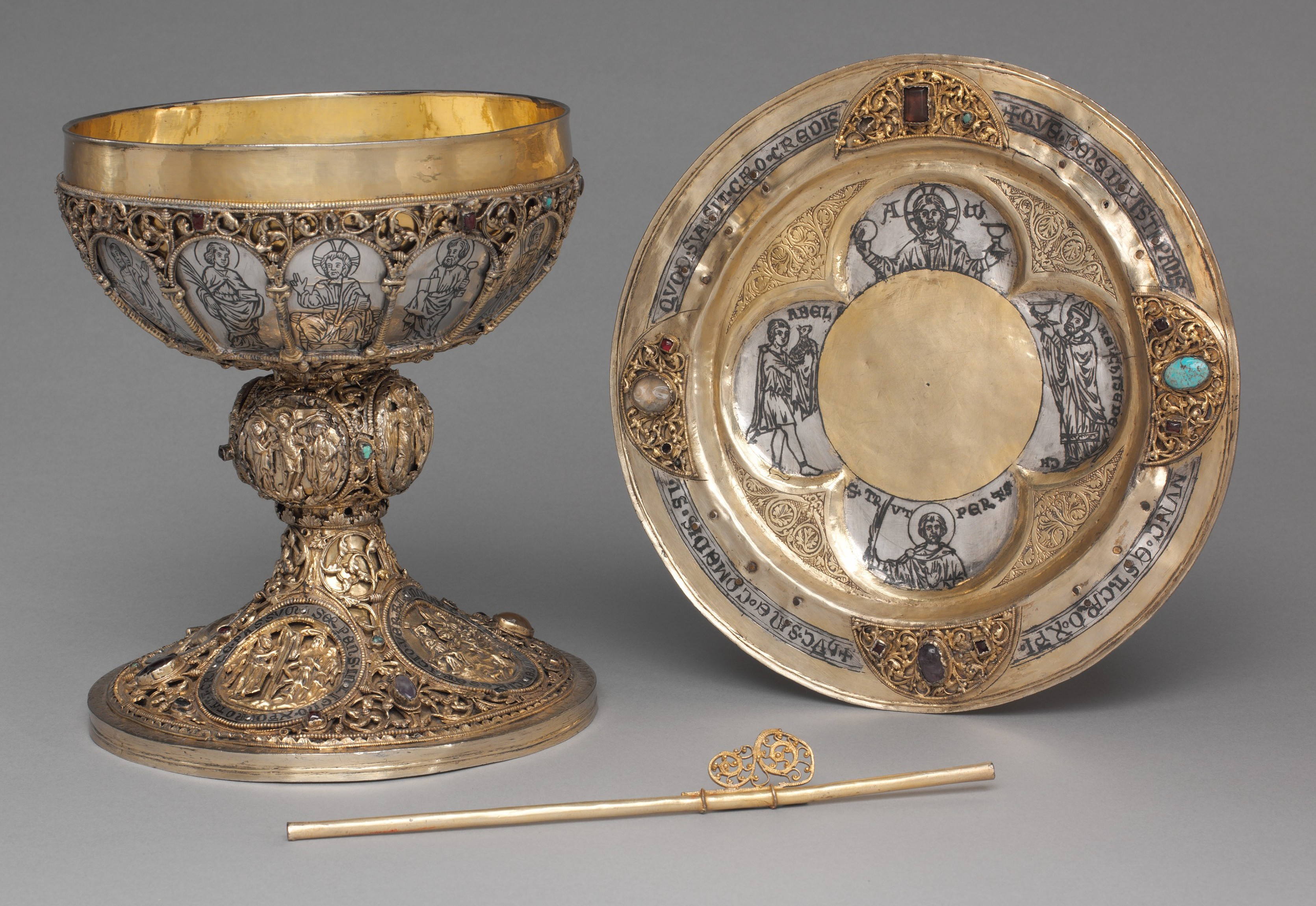
Calice, patène, fistule pour la liturgie
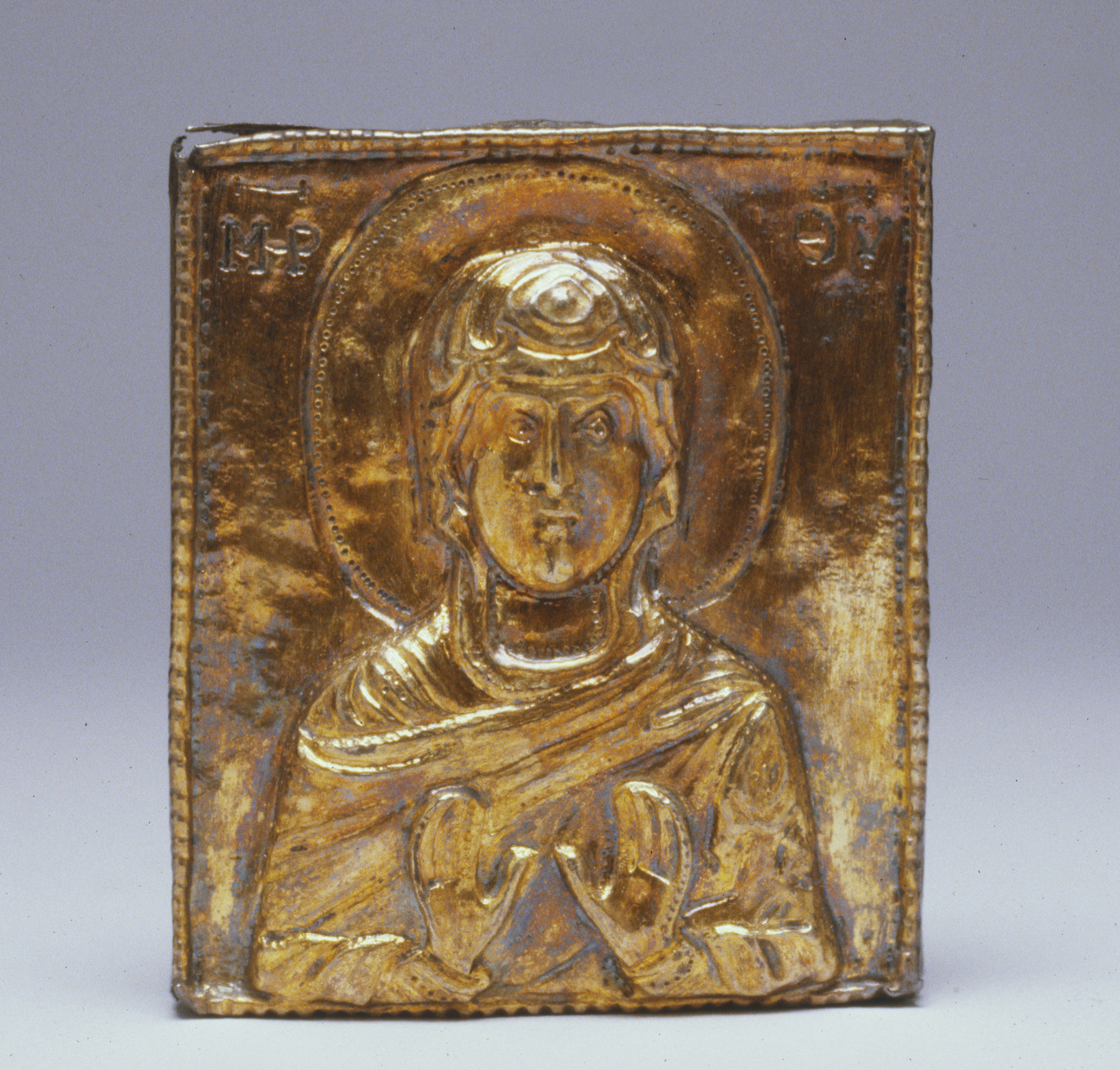
Icône mariale
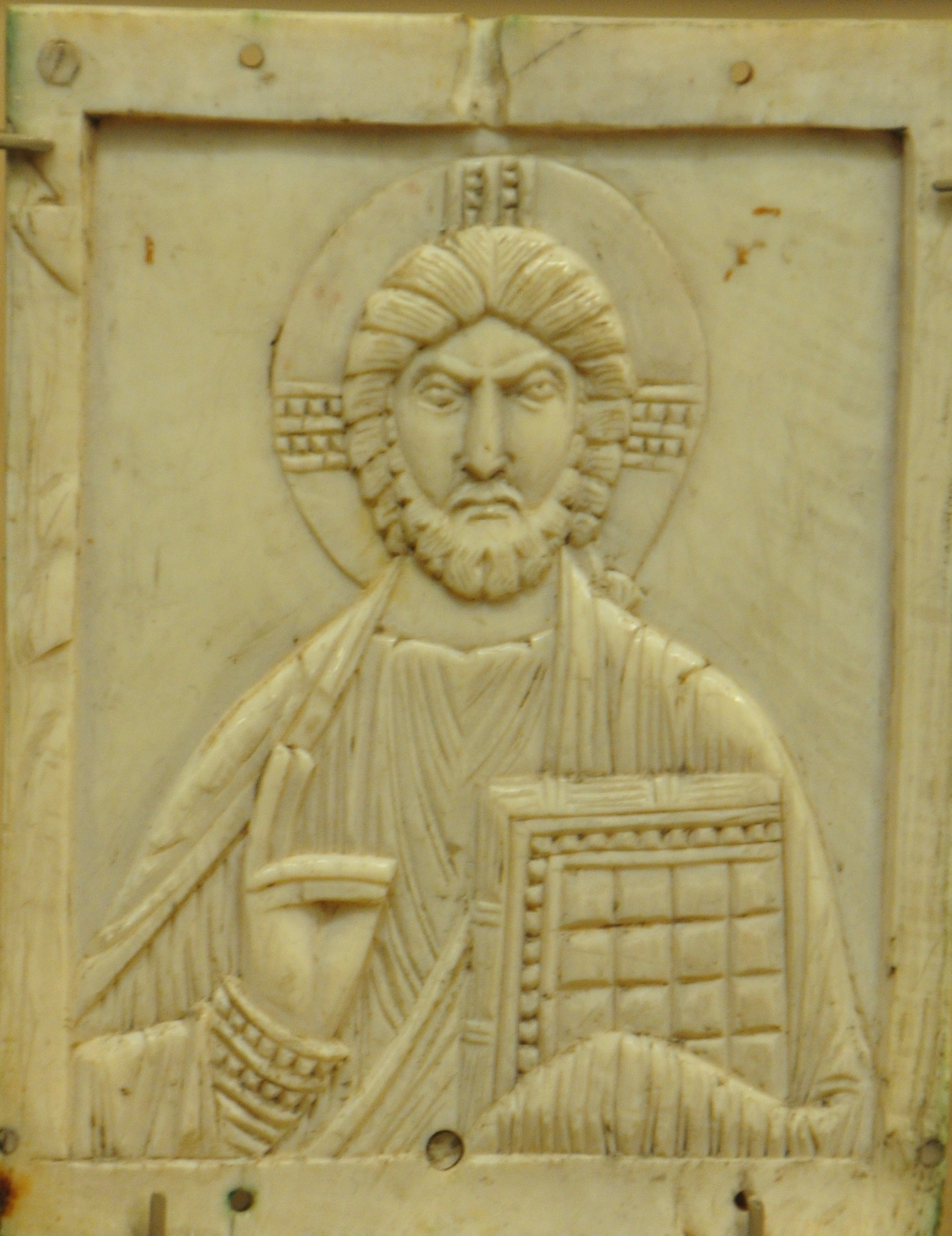
Christ, ivoire
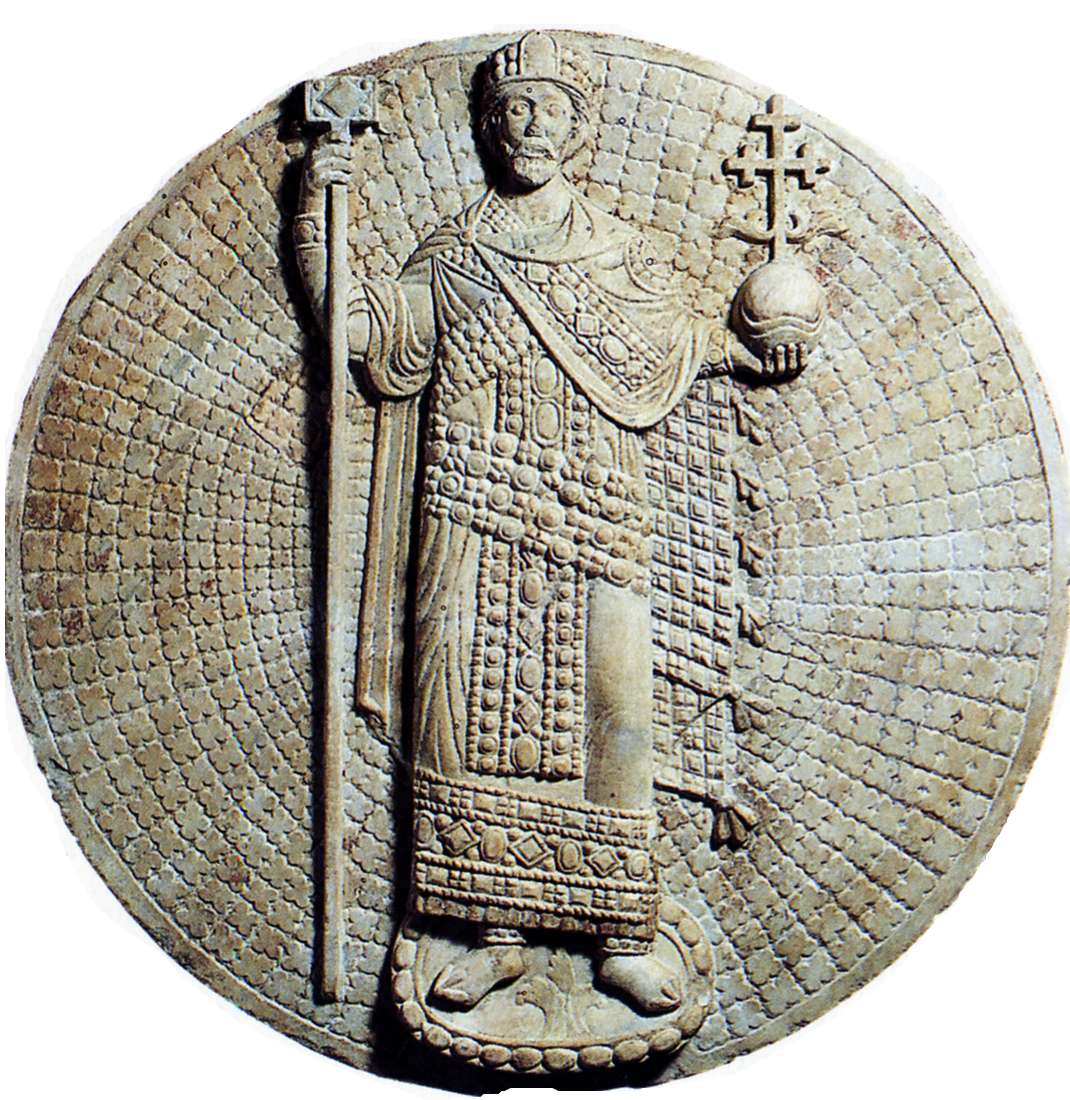
Empereur Jean II Comnène 1110-1118, relief circulaire en marbre